# 壽寧公主
壽寧公主（1592年—1634年），名朱軒媁，明朝公主，明神宗第七女，明恭宗的同母妹妹，鄭貴妃所生。
萬歷二十年生。万历三十七年，公主下嫁冉興讓，明神宗命其每五日都来上朝，恩赐远胜过其他女儿。崇禎末年，洛陽失守，崇祯帝命駙馬冉興讓与王裕民、給事中葉高標到河北慰问福王世子（即后来的南明弘光帝）。崇祯七年，寿宁公主薨，年四十三歲。
明朝灭亡时，驸马冉興讓被大顺军抓去严刑拷打，公主的遗产全部被没收，驸马冉興讓悲愤自缢而死。

## 人物生平
寿宁公主，明神宗朱翊钧第七女，万历二十年（ 1592年）三月十日生，名朱轩媁，母郑贵妃。 
万历三十六年（1608）七月二十七日，明神宗为其与郑贵妃的爱女选择南城兵马副指挥，冉逢阳之子冉兴让为驸马都尉。
万历三十七年（1609）正月十八日，明神宗敕礼部，册封皇七女为寿宁公主，并确定其于本年四月十三日下嫁。 
万历三十七年二月十五日，驸马冉兴让于文华门受诰封并被赐予冠服，同日朱轩媁行册封礼，正式被册封为寿宁公主。 
同年四月十三日寿宁公主下嫁安徽籍小伙子冉兴让。公主出嫁当日，明神宗下发诏书，要求她每隔五天，就要回宫里一趟看望父皇母妃。 